# CHU Mohammed-VI (Oujda)
Ne doit pas être confondu avec CHU Mohammed-VI (Marrakech).
Le CHU Mohammed-VI d'Oujda est un centre hospitalier universitaire marocain situé dans la ville d'Oujda. Il est affilié au ministère de la Santé et de la Protection sociale,.
Ce centre se compose de quatre hôpitaux : l'hôpital des Spécialités, l'hôpital Mère-Enfant, le centre d'oncologie Hassan-II et l'hôpital de la Santé mentale et des Maladies psychiatriques.

## Capacité litière
- Hôpital des spécialités (380 lits)[4].
- Hôpital mère-enfant (140 lits)[5].
- Hôpital d'oncologie Hassan II (45 lits)[6].
- Hôpital de la Santé Mentale et des Maladies Psychiatriques (108 lits)[7].